# Utricularia inflata
Utricularia inflata é uma grande planta carnívora aquática suspensa pertencente ao gênero Utricularia. Trata-se de uma planta perene nativa das planícies costeiras do sudeste dos Estados Unidos. Frequentemente confundida com Utricularia radiata [en], que é semelhante, mas menor, U. inflata tem sido registrada desde 1980 em locais além de sua área de distribuição tradicional, como as montanhas Adirondack em Nova York, sudeste de Massachusetts e no estado de Washington. Estudos sobre as populações nas Adirondacks sugerem que a introdução de U. inflata em um local onde ela se naturaliza pode alterar a química do sedimento ao reduzir a produtividade primária líquida de espécies nativas. Também é listada pelo estado de Washington como uma espécie problemática devido ao seu hábito de formar densos tapetes aquáticos. É uma das poucas plantas carnívoras que podem ser invasoras.

## Descrição
Utricularia inflata é uma das maiores espécies aquáticas suspensas do gênero Utricularia. Como todas as espécies aquáticas de Utricularia, U. inflata não possui raízes ou folhas verdadeiras. Os estolhos filiformes são o principal "caule" vegetativo da planta, podendo atingir até 1 metro ou mais de comprimento, mas com apenas 1 a 2 mm de espessura. Os estolhos são glabros com 1 a 5 cm entre divisões ramificadas. Ocasionalmente, os estolhos produzem brotos aéreos flutuantes na superfície da água e órgãos semelhantes a tubérculos no substrato. Suas estruturas foliares filiformes, semelhantes a folhas, são ramificações adicionais do estolho principal e consistem em estruturas filamentosas minúsculas que não são folhas verdadeiras, embora a terminologia seja frequentemente debatida entre especialistas. Essas estruturas foliares são numerosas, com 2 a 18 cm de comprimento, originando-se da base do estolho em dois segmentos primários desiguais, que se dividem extensivamente em segmentos adicionais. As armadilhas ovais pedunculadas, de 1 a 3 mm de comprimento, são produzidas nos segmentos foliares posteriores e são muito numerosas.
Em sua área de distribuição nativa, U. inflata, uma espécie perene, pode começar a florescer em janeiro e continuar até junho. Nesta fase de crescimento, exibe as características morfológicas mais visíveis e notáveis da espécie: um verticilo flutuante de estruturas esponjosas na superfície da água que sustentam as inflorescências, frequentemente chamado de "flutuador". U. inflata geralmente produz de 6 a 8 raios no flutuador (às vezes de 5 a 10), cada um com 3 a 10 cm de comprimento e até 8 mm de largura. A metade apical dos raios apresenta numerosos segmentos foliares ramificados dicotomicamente que também podem conter algumas armadilhas. As inflorescências eretas, de 20 a 50 cm de comprimento, são produzidas a partir do centro do verticilo flutuante e geralmente são solitárias ou possuem poucos escapos por verticilo. Uma planta individual pode produzir vários verticilos e inflorescências, mas elas são tipicamente distantes umas das outras. As inflorescências produzem de 9 a 14 (às vezes de 4 a 17) flores com lobos de sépala desiguais, de 3 a 5 mm de comprimento. A corola completa pode ter de 2 a 2,5 cm de comprimento e é amarelo-vivo com veias marrom-escuras no esporão e marcas marrons no lobo inferior da corola.
Esta espécie tem um número diploide de cromossomos de 2n = 18 para a forma mais comum e 2n = 36 para as populações tetraploides maiores. A "raça" tetraploide maior, como Peter Taylor [en] a chamou, pode ser até duas vezes maior que a espécie diploide regular. Populações dessa raça foram localizadas na Flórida.

## Distribuição e habitat

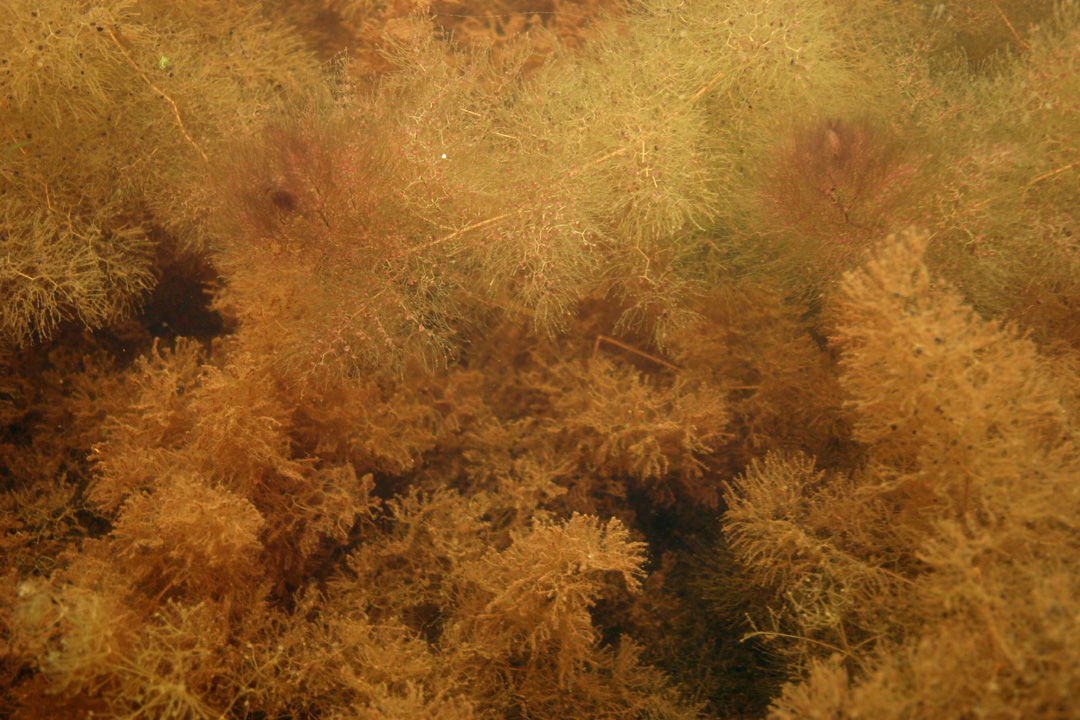
Uma cobertura densa de U. inflata.

Utricularia inflata é nativa do sudeste dos Estados Unidos. A monografia taxonômica de Peter Taylor de 1989 listou os seguintes estados onde populações nativas desta espécie foram localizadas: Alabama, Arkansas, Delaware, Flórida, Geórgia, Kentucky, Luisiana, Nova Jersey, Carolina do Norte e Carolina do Sul, Tennessee, Texas e Virgínia. Além desses estados, o banco de dados online PLANTS do Departamento de Agricultura dos Estados Unidos reconhece populações em Connecticut, Maryland, Michigan, Mississippi, Nova York, Oklahoma e Pensilvânia. Os estados de Maryland, Michigan e Nova York classificaram U. inflata como uma espécie em perigo ou ameaçada, enquanto o Tennessee a listou como uma espécie de "preocupação especial".
U. inflata habita ambientes aquáticos como lagos, valas e pântanos, desde águas rasas até profundas, em baixas altitudes.

## Invasividade
Desde 1980, espécimes de U. inflata começaram a ser coletados ou registrados fora de sua área de distribuição tradicionalmente aceita. Populações foram estabelecidas no estado de Washington, Nova York, e Massachusetts. As colônias em Washington são claramente introduções, mas, embora as populações em Nova York e Massachusetts sejam provavelmente resultado de introduções recentes, é mais difícil determinar com certeza como foram introduzidas. Em 2021, uma infestação bem estabelecida e extensa foi descoberta no lago Arrowhead, no Maine, e reportada ao Departamento de Proteção Ambiental do Maine.
Em Massachusetts, várias amostras de U. inflata foram coletadas em Massachusetts a partir de 1990, representando sua primeira coleta ao norte de Nova Jersey na costa leste. Bruce Sorrie identificou uma população substancial nesse local. Sorrie indicou que a introdução auxiliada por humanos dessa espécie em Massachusetts é provável, já que as lagoas da região têm sido usadas para diversos propósitos desde o final do século XVIII, embora também note que a transferência de propágulos por Anseriformes ou garças da área de distribuição nativa de U. inflata pode ser igualmente provável.
Três anos após a primeira coleta em Massachusetts, um estudo na área ao redor do lago Spruce no condado de Orange, Nova York, registrou o primeiro registro de U. inflata no estado de Nova York. Os autores do estudo especulam que, ao contrário da população encontrada em Massachusetts, é improvável que a população no lago Spruce tenha resultado de introdução humana, pois o lago está em uma área remota e raramente utilizado. Em 2005, um estudo no norte de Nova York identificou populações de U. inflata em seis lagos nas montanhas Adirondack, representando outra extensão norte de sua distribuição. Em dois desses lagos, U. inflata foi a espécie mais frequentemente encontrada em 2000, enquanto um censo dos lagos em 1983 não encontrou nenhuma U. inflata. Esse crescimento impressionante em um local provavelmente novo para a espécie é semelhante aos padrões de crescimento de outras espécies aquáticas invasoras. Os autores do estudo também observaram que, em um desses locais, muitas espécies nativas diminuíram em frequência ou não foram encontradas, possivelmente devido à presença e proliferação de U. inflata. Experimentos de laboratório e observações no campo apoiaram a hipótese dos autores de que a presença de U. inflata nos sistemas lacustres das Adirondacks prejudica os ciclos naturais de nutrientes que sustentam a flora nativa. U. inflata provavelmente sombreia a flora nativa, especificamente Eriocaulon aquaticum [en], uma planta aquática submersa que libera oxigênio no sedimento. Nesse caso, U. inflata poderia alterar indiretamente o ciclo biogeoquímico nos lagos das Adirondacks ao dificultar o crescimento de plantas aquáticas nativas e, consequentemente, ter um efeito negativo no equilíbrio adequado da química do sedimento. As consequências disso podem incluir o crescimento intensificado de algas e outras mudanças na ecologia dos ecossistemas de água doce que ela pode invadir.
Antes das coletas em Massachusetts e Nova York, uma população de U. inflata foi localizada no lago Horseshoe, no condado de Kitsap, Washington, em 1980. Desde então, outros espécimes de U. inflata foram registrados em outros lagos da área de Puget Sound nos condados de Kitsap, Mason, Pierce e Thurston. Uma população foi até registrada no mais ao sul lago Silver, no condado de Cowlitz. Informações sobre essa espécie no estado de Washington fornecidas pelo Departamento de Ecologia do estado incluem a afirmação de que a presença de U. inflata no lago Horseshoe foi "provavelmente resultado de um aquário descartado". O Departamento de Ecologia de Washington também indica que, nas áreas onde ocorre, U. inflata forma densos tapetes flutuantes, tornando-se um incômodo para atividades recreativas. Moradores do lago Limerick, que possui populações extensas de U. inflata, gastam milhares de dólares a cada verão para livrar seu lago dos densos tapetes de ervas. Uma variedade de métodos de controle foi usada para controlar a erva, incluindo tratamento com sonar, biocontrole utilizando carpa-do-limo e extração manual. Washington considera essa espécie problemática, mas não a classificou como uma erva daninha nociva. Em vez disso, está em uma lista de monitoramento de espécies aquáticas e de áreas úmidas sob quarentena, o que significa que é proibido vender essa espécie, e ela pode ser incluída na lista de ervas daninhas nocivas do estado no futuro.
A maioria das espécies de plantas carnívoras requer condições ambientais muito específicas para prosperar. Essa tolerância estreita ao habitat significa que muitas plantas carnívoras estão ameaçadas ou em perigo em suas áreas de distribuição nativas. A capacidade de U. inflata de prosperar em vários locais onde foi introduzida representa uma tolerância a uma gama muito maior de habitats do que a maioria das espécies de plantas carnívoras.
U. inflata também foi relatada em lagos como o lago Pine River em East Wakefield, Nova Hampshire.

## Cultivo

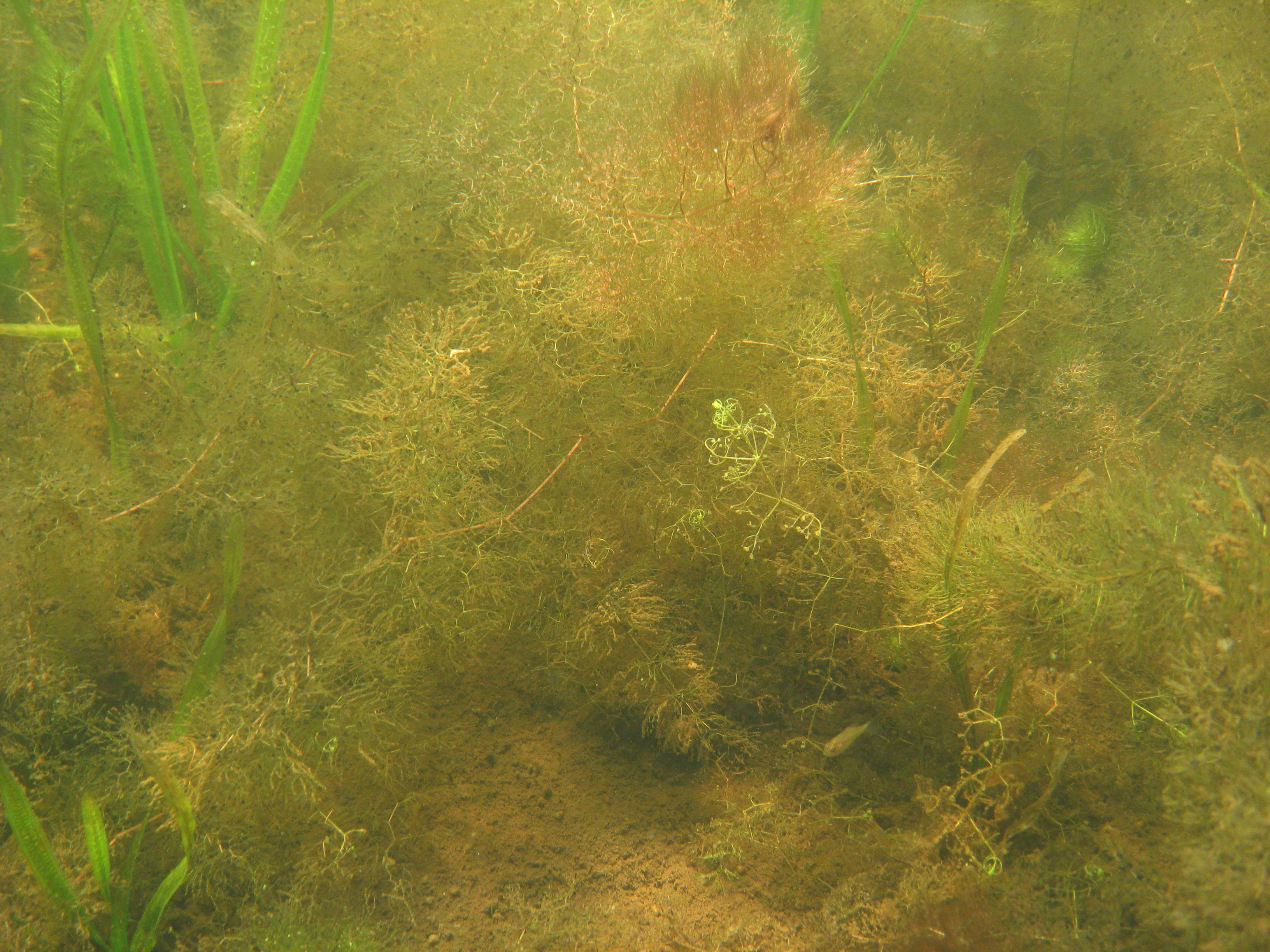
U. inflata.

Utricularia inflata é uma das muitas espécies de Utricularia cultivadas por entusiastas de plantas carnívoras. Por não requerer dormência e devido ao seu crescimento rápido, é uma das espécies aquáticas suspensas mais fáceis de cultivar. Barry Rice [en], autor de Growing Carnivorous Plants, afirma que esta é a espécie de Utricularia aquática suspensa mais fácil que ele cultivou. Rice também menciona que U. inflata foi usada como auxílio no cultivo de espécies particularmente difíceis, como Aldrovanda vesiculosa, que são muito mais sensíveis a altas concentrações de nutrientes. Quando cultivadas juntas, U. inflata cresce rapidamente na presença de nutrientes mais altos, permitindo que A. vesiculosa desfrute das condições em que prospera.
Rice, o Departamento de Ecologia de Washington e o recurso de informações sobre Espécies Aquáticas Não Indígenas do Serviço Geológico dos Estados Unidos indicam que o cultivo dessa espécie é suspeito como a fonte mais provável de sua introdução no Lago Horseshoe em Washington. A disseminação de lago para lago em Washington é provavelmente resultado de aves aquáticas se movendo de lago para lago e carregando plantas ou propágulos com elas.

## História botânica

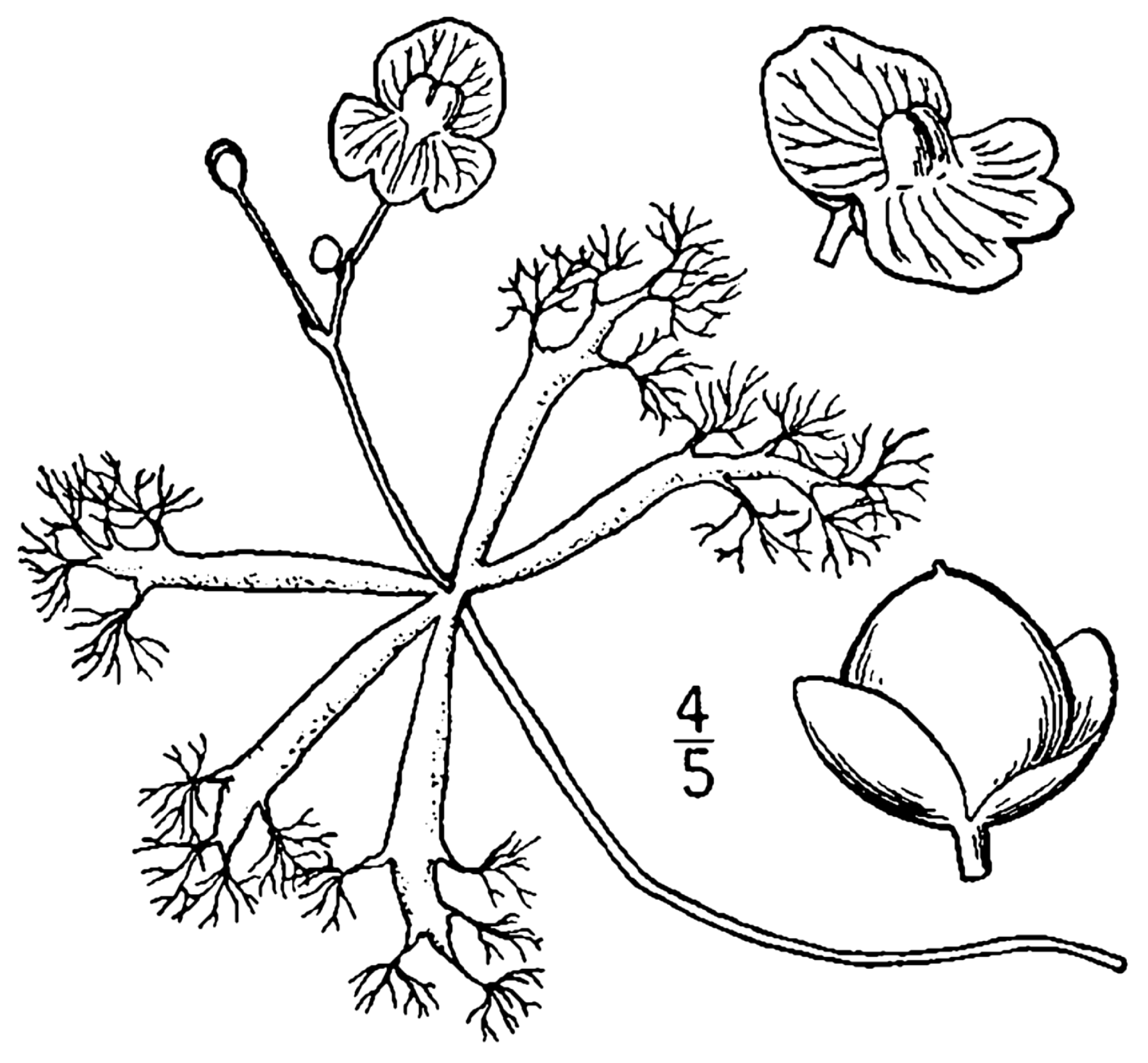
Ilustração de en de 1913.

Utricularia inflata foi nomeada e descrita pela primeira vez por Thomas Walter em 1788. U. radiata frequentemente foi confundida com U. inflata devido à sua morfologia semelhante e distribuição sobreposta. No passado, U. radiata foi identificada erroneamente como U. inflata ou classificada como variedade. U. radiata foi identificada pela primeira vez por Alvan Wentworth Chapman [en] em 1860 como U. inflata var. minor e notou que era "em todos os aspectos menor" que U. inflata. John Kunkel Small em 1903 foi o primeiro a elevar U. inflata var. minor ao nível de espécie sob o nome U. radiata. Estudos posteriores dos dois táxons apresentaram opiniões mistas sobre como tratá-los. Em 1950, Merritt Lyndon Fernald os tratou como duas variedades da mesma espécie, enquanto Henry A. Gleason [en] os considerou espécies diferentes, mas aliadas, em 1952. Em 1962, Grady Reinert e R. K. Godfrey apoiaram ainda mais a separação dos dois táxons em espécies distintas. A monografia autoritativa de Peter Taylor sobre o gênero em 1989 solidificou a distinção entre as duas espécies.